# Hylocomium macrocarpum
Hylocomium macrocarpum là một loài Rêu trong họ Hylocomiaceae. Loài này được (Reinw. & Hornsch.) A. Jaeger mô tả khoa học đầu tiên năm 1880.